# Centrale Markthallen
Centrale Markthallen è un quartiere dello stadsdeel di Amsterdam-West, nella città di Amsterdam.